# Holger Albrechtsen
Holger Albrechtsen (* 23. Juni 1906; † 14. August 1992) war ein norwegischer Hürdenläufer.
Bei den Leichtathletik-Europameisterschaften 1934 in Turin gewann er Bronze über 110 m Hürden und wurde Vierter über 400 m Hürden.

## Persönliche Bestzeiten
- 110 m Hürden: 14,7 s, 2. Juli 1933, Oslo
- 400 m Hürden: 54,0 s, 5. August 1934, Oslo